# Championnat de France féminin de handball 2025-2026
Navigation
2024-2025 2026-2027
La saison 2025-2026 de Ligue Butagaz Énergie est la soixante-quatorze édition du Championnat de France féminin de handball et la sixième sous la dénomination de « Ligue Butagaz Énergie ». Il s'agit du premier niveau du handball féminin français.

## Formule de la compétition
| \| Issy/Paris Metz Toulon Besançon St-Amand St-Maur Dijon Nice Brest Chambray Aulnoye-Aymeries SATH Plan-de-Cuques Le Havre \| Localisation des clubs engagés dans le championnat. |
| Issy/Paris Metz Toulon Besançon St-Amand St-Maur Dijon Nice Brest Chambray Aulnoye-Aymeries SATH Plan-de-Cuques Le Havre                                                           |

Quatorze clubs prennent part à la saison 2025-2026 de Ligue Butagaz Énergie : les treize premiers clubs de la saison 2024-2025, ainsi que le club VAP le mieux classé à l’issue du championnat de deuxième division 2024-2025, promu.
Comme depuis la saison précédente, le championnat consiste en une seule phase organisée sous forme de matches aller-retour entre les clubs participants. Le club terminant premier du classement à l'issue des vingt-six journées de championnat est déclaré champion de France et est automatiquement qualifié pour la Ligue des champions 2026-2027. Les équipes classées deuxième, troisième et quatrième sont qualifiées pour la Ligue européenne 2026-2027, deuxième échelon continental. Le club classé dernier est relégué en deuxième division.

### Calendrier
Les principales dates du calendrier sont, :
- Week-end du 30 et 31 août 2025 : 
  - 1er tour de la Coupe de France
  - 1er tour de la Ligue européenne
- Week-end du 6 et 7 septembre 2025 : 1er journée de la Ligue des champions
- Mercredi 3 septembre 2025 : 1re journée de Ligue Butagaz Énergie (LBE)
- Mercredi 12 novembre 2025 : 9e journée de LBE (dernière journée avant la grande trêve internationale pour le Mondial 2025)
- Mercredi 26 novembre au dimanche 14 décembre 2025 : Mondial 2025 en Allemagne et aux Pays-Bas.
- Week-end des 3 et 4 janvier 2026 : reprise de LBE (10e journée)
- Week-end des 16 et 17 mai 2026 : Final 4 de la Ligue européenne
- Samedi 23 mai : Finale de la Coupe de France
- Week-end des 30 et 31 mai 2026 : 26e et dernière journée de Ligue Butagaz Énergie
- Week-end des 6 et 7 juin 2026 : Final 4 de la Ligue des champions
- Mercredi 3 & week-end du 6-7 juin 2026 : Barrage D1/D2 (aller et retour)

Parallèlement au championnat est disputée la Coupe de France.

## Présentation

### Clubs participants
Légende des couleurs
- Participant à la Ligue des champions
- Participant à la Ligue européenne
- Repêché
- Promu de Division 2

| Club                                        | En D1 depuis | 2024-2025 | Entraîneur         | Depuis | Salle                                                          | Capacité théorique | Source |
| ------------------------------------------- | ------------ | --------- | ------------------ | ------ | -------------------------------------------------------------- | ------------------ | ------ |
| Metz Handball                               | 1987         | 1er       | Emmanuel Mayonnade | 2016   | Palais omnisports Les Arènes                                   | 4 487              | [ 3 ]  |
| Brest Bretagne Handball                     | 2016         | 2e        | Raphaëlle Tervel   | 2022   | Brest Arena                                                    | 4 200              | [ 4 ]  |
| Jeanne d'Arc Dijon Handball                 | 2014         | 3e        | Clément Alcacer    | 2019   | Palais des sports Jean-Michel-Geoffroy                         | 3 300              | [ 5 ]  |
| Chambray Touraine Handball                  | 2016         | 4e        | Mathieu Lanfranchi | 2023   | Gymnase de la Fontaine Blanche Complexe sportif Guy-Drut       | 1 200 1 400        | [ 6 ]  |
| Entente sportive Besançon féminin           | 2015         | 5e        | Jérôme Delarue     | 2022   | Palais des sports Ghani-Yalouz                                 | 3 380              | [ 7 ]  |
| OGC Nice Côte d'Azur Handball               | 2012         | 6e        | Sébastien Mizoule  | 2023   | Halle des sports Charles-Ehrmann                               | 1 450              | [ 8 ]  |
| Handball Plan-de-Cuques                     | 2020         | 7e        | Angélique Spincer  | 2020   | Complexe sportif des Ambrosis                                  | 500                | [ 9 ]  |
| Strasbourg Achenheim Truchtersheim Handball | 2023         | 8e        | Jan Bašný          | 2022   | Centre sportif du Kochersberg Gymnase de la Rotonde            | 700 1 300          | [ 10 ] |
| Paris 92                                    | 2010         | 10e       | Stéphane Plantin   | 2019   | Palais des sports Robert-Charpentier Stade Pierre-de-Coubertin | 1 800 4 000        | [ 11 ] |
| Toulon Métropole Var Handball               | 2008         | 11e       | Joël da Silva      | 2025   | Palais des sports Jauréguiberry                                | 4 400              | [ 12 ] |
| Saint-Amand Handball                        | 2022         | 12e       | Edina Szabó (hu)   | 2023   | Salle Maurice-Hugot                                            | 1 114              | [ 13 ] |
| Stella Saint-Maur Handball                  | 2023         | 13e       | Rémi Samson        | 2020   | Centre sportif Pierre-Brossolette                              | 1 400              |        |
| Sambre Avesnois Handball                    | 2024         | 14e       | Julien Vasseur     | 2024   | Centre sportif Pierre-Brossolette                              | 1 400              | [ 14 ] |
| Le Havre AC Handball                        | 2025         | 1er (D2)  |                    | 2025   | Docks Océane                                                   | 3 600              |        |

Relégué sportivement en D2F à l'issue de la saison 2024-2025, le Sambre Avesnois Handball a été repêché à la suite de la relégation administrative du Mérignac Handball en Nationale 1. 

## Classement
mise à jour: 18 juillet 2025
|    | Équipe                                      | Pts | J | G | N | P | Bp | Bc | Diff |
| -- | ------------------------------------------- | --- | - | - | - | - | -- | -- | ---- |
| 1  | Metz Handball T                             | 0   | 0 | 0 | 0 | 0 | 0  | 0  |      |
| 2  | Brest Bretagne Handball                     | 0   | 0 | 0 | 0 | 0 | 0  | 0  |      |
| 3  | JDA Dijon                                   | 0   | 0 | 0 | 0 | 0 | 0  | 0  |      |
| 4  | Chambray Touraine Handball                  | 0   | 0 | 0 | 0 | 0 | 0  | 0  |      |
| 5  | ES Besançon                                 | 0   | 0 | 0 | 0 | 0 | 0  | 0  |      |
| 6  | OGC Nice CA HB                              | 0   | 0 | 0 | 0 | 0 | 0  | 0  |      |
| 7  | Handball Plan-de-Cuques                     | 0   | 0 | 0 | 0 | 0 | 0  | 0  |      |
| 8  | Strasbourg Achenheim Truchtersheim Handball | 0   | 0 | 0 | 0 | 0 | 0  | 0  |      |
| 9  | Paris 92                                    | 0   | 0 | 0 | 0 | 0 | 0  | 0  |      |
| 10 | Toulon MVHB                                 | 0   | 0 | 0 | 0 | 0 | 0  | 0  |      |
| 11 | Saint-Amand Handball                        | 0   | 0 | 0 | 0 | 0 | 0  | 0  |      |
| 12 | Stella Saint-Maur Handball                  | 0   | 0 | 0 | 0 | 0 | 0  | 0  |      |
| 13 | Sambre Avesnois Handball                    | 0   | 0 | 0 | 0 | 0 | 0  | 0  |      |
| 14 | Le Havre AC Handball P                      | 0   | 0 | 0 | 0 | 0 | 0  | 0  |      |

Légende
- Champion et qualifié en Ligue des champions
- Qualifié en Ligue européenne
- Relégué en Division 2
- T : tenant du titre 2025
- P : promu de D2 en début de saison
- C : vainqueur de la Coupe de France

Sources
- ligue-feminine-handball.fr
- handnews.fr
- handzone.net

## Résultats
Mise à jour le 27 mai 2026
| Résultats (dom.\ext.)                                      | Auln. | Bes. | Bre. | Cha. | Dij. | Le H. | Metz | Nice | Par. | PdC | St-A | St-M. | SATH | Tou. |
| Sambre Avesnois Handball                                   |       | -    | -    | -    | -    | -     | -    | -    | -    | -   | -    | -     | -    | -    |
| ES Besançon                                                | -     |      | -    | -    | -    | -     | -    | -    | -    | -   | -    | -     | -    | -    |
| Brest Bretagne Handball                                    | -     | -    |      | -    | -    | -     | -    | -    | -    | -   | -    | -     | -    | -    |
| Chambray Touraine Handball                                 | -     | -    | -    |      | -    | -     | -    | -    | -    | -   | -    | -     | -    | -    |
| JDA Dijon                                                  | -     | -    | -    | -    |      | -     | -    | -    | -    | -   | -    | -     | -    | -    |
| Le Havre AC Handball P                                     | -     | -    | -    | -    | -    |       | -    | -    | -    | -   | -    | -     | -    | -    |
| Metz Handball T                                            | -     | -    | -    | -    | -    | -     |      | -    | -    | -   | -    | -     | -    | -    |
| OGC Nice CA HB                                             | -     | -    | -    | -    | -    | -     | -    |      | -    | -   | -    | -     | -    | -    |
| Paris 92                                                   | -     | -    | -    | -    | -    | -     | -    | -    |      | -   | -    | -     | -    | -    |
| Handball Plan-de-Cuques                                    | -     | -    | -    | -    | -    | -     | -    | -    | -    |     | -    | -     | -    | -    |
| Saint-Amand Handball                                       | -     | -    | -    | -    | -    | -     | -    | -    | -    | -   |      | -     | -    | -    |
| Stella Saint-Maur Handball                                 | -     | -    | -    | -    | -    | -     | -    | -    | -    | -   | -    |       | -    | -    |
| SATH                                                       | -     | -    | -    | -    | -    | -     | -    | -    | -    | -   | -    | -     |      | -    |
| Toulon MVHB                                                | -     | -    | -    | -    | -    | -     | -    | -    | -    | -   | -    | -     | -    |      |
| - Victoire à domicile - Match nul - Victoire à l'extérieur |       |      |      |      |      |       |      |      |      |     |      |       |      |      |

## Statistiques et récompenses

### Classement des buteuses
Mise à jour le 14 juin 2025
| Rang | Joueuse | Club | Buts | Tirs | %       | dont pénalty | MJ | Moy. |
| ---- | ------- | ---- | ---- | ---- | ------- | ------------ | -- | ---- |
| 1    | -       | -    | ??   | ??   | ??,?? % | ??           | ?? | ??   |
| 2    | -       | -    | ??   | ??   | ??,?? % | ??           | ?? | ??   |
| 3    | -       | -    | ??   | ??   | ??,?? % | ??           | ?? | ??   |
| 4    | -       | -    | ??   | ??   | ??,?? % | ??           | ?? | ??   |
| 5    | -       | -    | ??   | ??   | ??,?? % | ??           | ?? | ??   |
| 6    | -       | -    | ??   | ??   | ??,?? % | ??           | ?? | ??   |
| 7    | -       | -    | ??   | ??   | ??,?? % | ??           | ?? | ??   |
| 8    | -       | -    | ??   | ??   | ??,?? % | ??           | ?? | ??   |
| 9    | -       | -    | ??   | ??   | ??,?? % | ??           | ?? | ??   |
| 10   | -       | -    | ??   | ??   | ??,?? % | ??           | ?? | ??   |

### Classement des gardiennes
Mise à jour le 14 juin 2025
| Rang | Joueuse | Club | Arrêts | Tirs | %       | MJ | Moy. |
| ---- | ------- | ---- | ------ | ---- | ------- | -- | ---- |
| 1    | -       | -    | ??     | ??   | ??,?? % | ?? | ??   |
| 2    | -       | -    | ??     | ??   | ??,?? % | ?? | ??   |
| 3    | -       | -    | ??     | ??   | ??,?? % | ?? | ??   |
| 4    | -       | -    | ??     | ??   | ??,?? % | ?? | ??   |
| 5    | -       | -    | ??     | ??   | ??,?? % | ?? | ??   |
| 6    | -       | -    | ??     | ??   | ??,?? % | ?? | ??   |
| 7    | -       | -    | ??     | ??   | ??,?? % | ?? | ??   |
| 8    | -       | -    | ??     | ??   | ??,?? % | ?? | ??   |
| 9    | -       | -    | ??     | ??   | ??,?? % | ?? | ??   |
| 10   | -       | -    | ??     | ??   | ??,?? % | ?? | ??   |

### Statistiques et faits marquants
- Meilleure attaque : ??? buts marqués (??,?? buts/match) pour le -
- Meilleure défense : ??? buts encaissés (??,?? buts/match) pour le -
- Plus grand nombre de buts pendant une journée : ??? buts lors de la ?e journée
- Plus petit nombre de buts dans une rencontre : ?? buts lors du match de la ?e journée entre le - et le - (??-??)
- Plus grand nombre de buts dans une rencontre : ?? buts lors du match de la ?e journée entre le - et le - (??-??)
- Plus large victoire à domicile : ?? buts d'écart lors du match de la ?e journée entre le - et le - (??-??)
- Plus large victoire à l'extérieur : ?? buts d'écart lors du match de la ?e journée entre le - et le - (??-??)
- Plus grand nombre de buts dans une rencontre pour une joueuse : ?? buts pour  - (-) lors de ??-?? (??-??) le 22 mai 2026 (?e journée)
- Plus grande série sur la saison :
  - Plus grande série de victoires : ?? matches pour le - du 30 août 2025 (?e journée) au 8 mai 2026 (?e journée).
  - Plus grande série de défaites : ?? matches pour le - du 30 août 2025 (?e journée) au 8 mai 2026 (?e journée).
  - Plus grande série de matchs sans défaite : ?? matches pour le - du 30 août 2025 (?e journée) au 8 mai 2026 (?e journée).
  - Plus grande série de matchs sans victoire : ?? matches pour le - du 30 août 2025 (?e journée) au 8 mai 2026 (?e journée).
- Plus grande série (dont hors saison 2025/2026) :
  - de victoires : 39 matches pour le Metz Handball depuis le 24 janvier 2025 (14e journée 2024-2025).
  - de défaites : 6 matches pour le Stella Saint-Maur Handball depuis le 7 mai 2025 (21e journée 2024-2025).
  - de matchs sans défaites : 39 matches pour le Metz Handball depuis le 24 janvier 2025 (14e journée 2024-2025).
  - de matchs sans victoire : 9 matches pour le Sambre Avesnois Handball depuis le 28 mars 2025 (18e journée 2024-2025).

## Récompenses individuelles et distinctions

### 7 Majeur de la semaine
Après chaque journée de championnat, l'Association des joueurs professionnels de handball (AJPH) désigne le 7 majeur de la semaine en association avec Les Sportives Magazine :
- Joueuse la plus représentée : - (Metz Handball) - ?? fois
- Club le plus représentée : - - ?? fois

### Joueuse du mois
| Joueuse du mois |                                         |                                         |                                         |
| Mois            | Joueuse                                 | Autres nommées                          | Autres nommées                          |
| Septembre       | - (??,?? %, -)                          | - (??,?? %, -)                          | - (??,?? %, -)                          |
| Octobre         | - (??,?? %, -)                          | - (??,?? %, -)                          | - (??,?? %, -)                          |
| Novembre        | - (??,?? %, -)                          | - (??,?? %, -)                          | - (??,?? %, -)                          |
| Décembre        | non décerné du fait de le Mondial 2025. | non décerné du fait de le Mondial 2025. | non décerné du fait de le Mondial 2025. |
| Janvier         | - (??,?? %, -)                          | - (??,?? %, -)                          | - (??,?? %, -)                          |
| Février         | - (??,?? %, -)                          | - (??,?? %, -)                          | - (??,?? %, -)                          |
| Mars            | - (??,?? %, -)                          | - (??,?? %, -)                          | - (??,?? %, -)                          |
| Avril           | - (??,?? %, -)                          | - (??,?? %, -)                          | - (??,?? %, -)                          |
| Mai             | - (??,?? %, -)                          | - (??,?? %, -)                          | - (??,?? %, -)                          |

Source: Septembre, Octobre, Février, Mars, Avril, Mai

## Bilan de la saison
| Tableau d'honneur de la saison 2025-2026 |                            |                                          |
| Compétition                              | Vainqueurs                 | Commentaire                              |
| Championnat de France                    | -                          | ?e titre                                 |
| Coupe de France                          | -                          | ?e coupe                                 |
| Bilan en coupes d'Europe 2025-2026       |                            |                                          |
| Compétition                              | Engagés                    | Commentaire                              |
| Ligue des champions                      | Metz Handball              | -                                        |
| Ligue des champions                      | Brest Bretagne Handball    | -                                        |
| Ligue européenne                         | JDA Bourgogne Dijon HB     | -                                        |
| Ligue européenne                         | Chambray Touraine Handball | -                                        |
| Ligue européenne                         | ES Besançon                | -                                        |
| Qualifications européennes 2025-2026     |                            |                                          |
| Compétition                              | Qualifiés                  | Commentaire                              |
| Ligue des champions                      | -                          | Champion de France                       |
| Ligue européenne                         | -                          | 2e du championnat                        |
| Ligue européenne                         | -                          | 3e du championnat                        |
| Ligue européenne                         | -                          | 4e du championnat                        |
| Promotions et relégations                |                            |                                          |
| Relégué en Division 2                    | -                          | -                                        |
| Promu de Division 2                      | -                          | Champion de France de D2 ou 1er club VAP |